# Schoßgebete (Film)
Schoßgebete ist ein deutscher Spielfilm von Sönke Wortmann aus dem Jahr 2014. Er beruht auf dem gleichnamigen autobiografischen Roman Schoßgebete von Charlotte Roche. Lavinia Wilson verkörpert die Hauptrolle.

## Handlung
Die 30-jährige Elizabeth Kiehl ist rund um die Uhr besorgt und überängstlich. Einzig beim Sex und den gemeinsamen Bordellbesuchen mit ihrem Mann kann sie abspannen. Sie will ihrem Mann die perfekte Frau und Liebhaberin sein. Gleichzeitig muss sie sich um die gemeinsame Tochter kümmern und ihr großes Haus auf Stand halten. Regelmäßig besucht sie auch ihre Psychologin, die ihr hilft mit dem Stress, den sie sich selbst macht, und ihre Neurosen umzugehen.

## Produktionsnotizen
Die Dreharbeiten für Schoßgebete erstreckten sich vom 19. März 2013 bis zum 2. Mai 2013 und fanden in Köln und Umgebung statt. Für die Produktion zeichnete die Constantin Film und die Little Shark Entertainment unter Federführung des Produzenten Oliver Berben verantwortlich.
Seine Uraufführung in den deutschen Kinos hatte der Film am 18. September 2014. Die Fernseh-Erstausstrahlung erfolgte am 8. September 2016 zur Hauptsendezeit auf arte.

## Rezeption
„Der Adaption des Erfolgsromans von Charlotte Roche fehlt der Mut, den psychopathischen Aufschrei der Heldin in filmisch entsprechende, in Form und Ausdruck obsessive Bilder umzusetzen. Von den Darstellern im Rahmen ihrer Möglichkeiten engagiert gespielt, bleibt der Film ein mutlos biederes Abbild aus dem Glashaus bürgerlichen Ehelebens.“